# Aït Yahia Moussa
Ait Yahia Moussa là một đô thị thuộc tỉnh Tizi Ouzou, Algérie. Dân số thời điểm năm 2002 là 19.904 người.